# Сюй Чжихун
Сюй Чжиху́н (кит. упр. 许智宏, пиньинь Xǔ Zhìhóng; род. 1942) — китайский биолог, физиолог растений, ботаник, молекулярный генетик. Бывший Президент Пекинского университета (1999—2008), профессор и вице-президент Китайской академии наук (1992), депутат Всекитайского собрания народных представителей. Президент International Association for Plant Tissue Culture and Biotechnology (2002—2006). Директор Шанхайского биологического центра (Shanghai Research Center of Life Sciences). Исследовал биотехнологию растений, процессы выращивания растений на цитологической основе с помощью культивируемых клеток, включая сою, арахис, аламо и другие важные сельскохозяйственные растения.

## Биография
- Родился 14 октября 1942 года на оккупированной японцами территории в уезде Уси провинции Цзянсу[1].
- 1965 — окончил Пекинский университет (факультет биологии), затем аспирантуру Шанхайского института физиологии растений Академии наук Китая, где остался после окончания учебы[1].
- 1979—1981 — занимался научно-исследовательской работой в Великобритании (Университет Ноттингема)
- 1983 — заместитель директора Шанхайского института физиологии растений (SIPP)
- 1988—1996 — возглавлял лабораторию молекулярной генетики растений (National Laboratory of Plant Molecular Genetics, SIPP)
- 1991 — директор Шанхайского института физиологии растений (SIPP)
- 1992 — вице-президент Китайской академии наук
- 1997 — избран академиком Китайской академии наук
- 1999—2008 — президент Пекинского университета[1]

## Награды и признание
- 1988 — «National Outstanding Young and Middle-Aged Specialist»[3]
- 1990 — «First Prize of the Natural Science of Chinese Academy of Sciences Award»
- 1991 — «Third Prize of National Natural Science Award»
- 1994 — Почётный профессор Hong Kong University (Гонконг)
- 1994 — почётный доктор De Montfort University (Англия)
- 2000 — почётный доктор Nottingham University (Англия)
- 2001 — почётный доктор Hong Kong City University (Гонконг)
- 2002 — почётный доктор Wasada University in Japan (Япония)
- 2003 — почётный доктор McGill University in Canada (Канада)
- 2003 — почётный доктор Melbourne University in Australia (Австралия)
- 2003 — почётный доктор University of Montreal (Канада)
- 2007 — почётный доктор La Trobe University (Австралия)
- 2008 — почётный доктор University of East Anglia (Англия)[3]
- 2002—2006 — Президент International Association for Plant Tissue Culture and Biotechnology, затем стал Главой Китайского национального комитета Man and of Biosphere ЮНЕСКО и Руководителем Китайского общества биологии растений (Chinese Society of Plant Biology)[3].